# 로더럼 도시 자치구

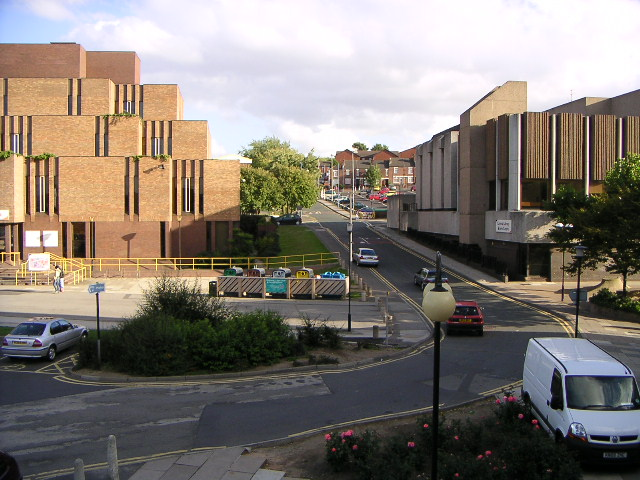
로더럼 시청

로더럼 도시 자치구의 위치

로더럼 도시 자치구(영어: Metropolitan Borough of Rotherham)는 잉글랜드 사우스요크셔주에 위치한 도시 자치구로 중심 도시는 로더럼이며 면적은 286.5km2, 인구는 260,070명(2014년 기준), 인구 밀도는 910명/km2이다.

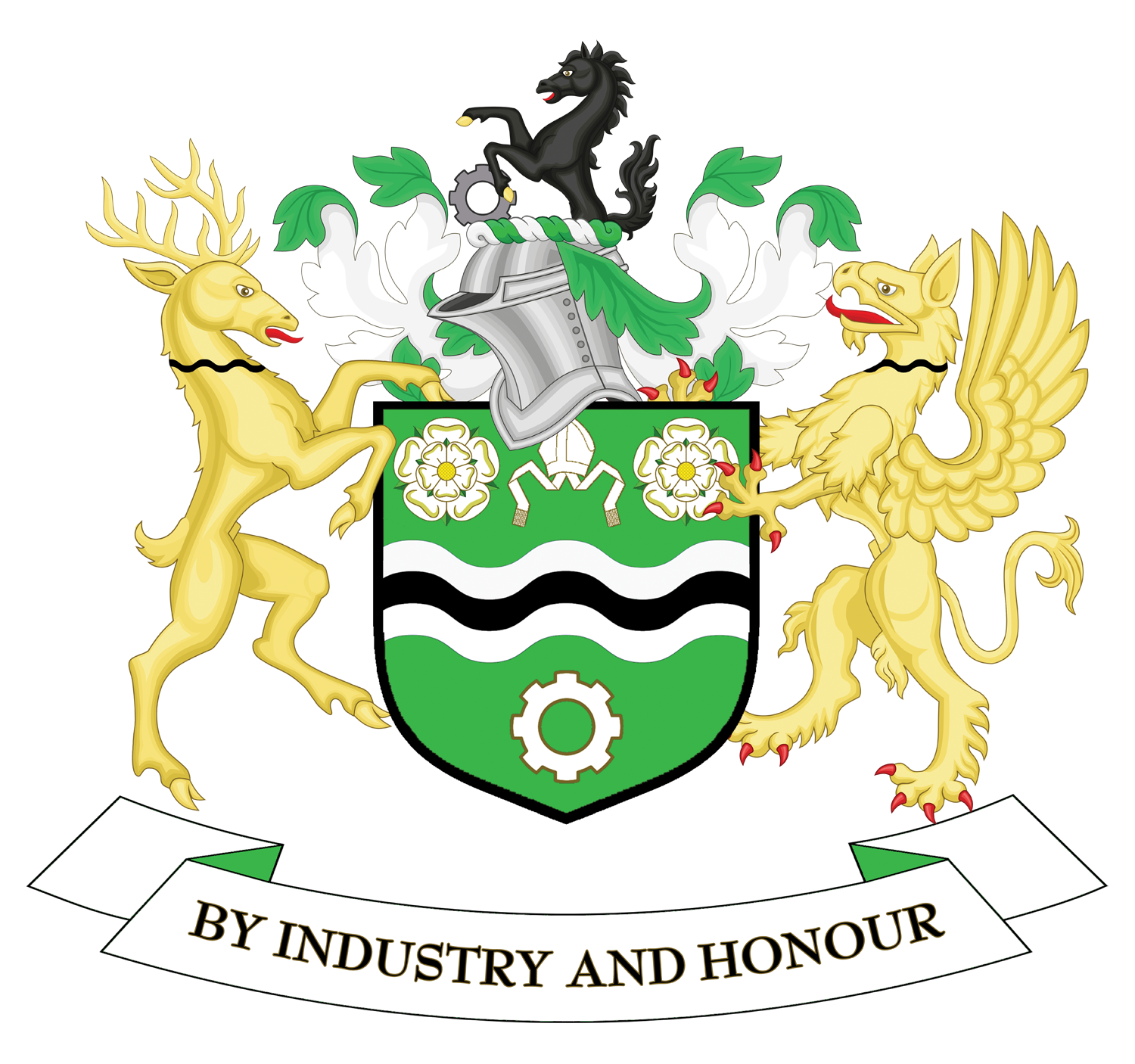
시 문장